# Leucettusa lancifer
Leucettusa lancifer är en svampdjursart som beskrevs av Arthur Dendy 1924. Leucettusa lancifer ingår i släktet Leucettusa och familjen Leucaltidae.
Artens utbredningsområde är havet kring Nya Zeeland. Inga underarter finns listade i Catalogue of Life.